# Lamachella univittata
Lamachella univittata är en tvåvingeart som beskrevs av Axel Leonard Melander 1928. Lamachella univittata ingår i släktet Lamachella och familjen puckeldansflugor. Inga underarter finns listade i Catalogue of Life.